# Liste der Abgeordneten zum Kärntner Landtag (Ständischer Landtag)
Diese Liste der Abgeordneten zum Kärntner Landtag listet alle Abgeordneten zum Kärntner Landtag in der Zeit des Ständestaates von 1934 bis 1938 auf. Die Landtagsperiode reichte von der konstituierenden Sitzung des Landtags am 19. November 1934 bis zum Anschluss Österreichs 1938.

## Allgemeines
Der Ständische Landtag bestand nicht aus gewählten Abgeordneten, sondern aus Vertretern der Kammern der jeweiligen Berufsgruppen. Die Ernennung der Abgeordneten erfolgte durch den Landeshauptmann. Gemäß der Maiverfassung verfügte der Landtag über geringe Kompetenzen. Die Landtage hatten kein Initiativrecht und praktisch kein Kontrollrecht. Die Gesetzesbeschlüsse der Landtage bedurften der Zustimmung des Bundeskanzlers. Der Landtag wurde am 3. November 1934 ernannt und konstituierte sich am 19. November 1934. Die 24. und letzte Sitzung des Berufsständischen Kärntner Landtages fand vom 16. bis 20. Dezember 1937 statt.

## Vorstand
- 1. Landtagspräsident: Josef Ritscher, Landwirt (Land- und Forstwirtschaft)
- 2. Landtagspräsident: Emerich Angerer, Tischlermeister (Gewerbe)
- 3. Landtagspräsident: Dr. Raimund Stoll, Landesbeamter (Öffentlicher Dienst)

## Abgeordnete
| Name                     | Stand                                                                   | Anmerkung                                                                   |
| ------------------------ | ----------------------------------------------------------------------- | --------------------------------------------------------------------------- |
| Rudolf Blüml             | Vertreter der Kirchen- und Religionsgesellschaften; Katholische Kirche  | Domherr in Klagenfurt                                                       |
| Wilhelm Schwediauer      | Vertreter der Kirchen- und Religionsgesellschaften; Katholische Kirche  | Direktor-Stellvertreter der landwirtschaftlichen Krankenkasse in Klagenfurt |
| Erich Pechel             | Vertreter der Kirchen- und Religionsgesellschaften; Evangelische Kirche | Senior und Pfarrer in Klagenfurt                                            |
| Adolf Maurer             | Vertreter des Schul-, Erziehungs- und Fortbildungswesens                | Stadt- und Bezirksschulinspektor in Klagenfurt                              |
| Hugo Schwendenwein       | Vertreter des Schul-, Erziehungs- und Fortbildungswesens                | Professor der Lehrerbildungsanstalt in Klagenfurt                           |
| Josef Friedrich Perkonig | Vertreter der Wissenschaft und Kunst                                    | Professor der Lehrerbildungsanstalt in Klagenfurt                           |
| Albert Bresnig           | Vertreter der Land- und Forstwirtschaft                                 | Verwalter in Sittersdorf                                                    |
| Josef Glantschnig        | Vertreter der Land- und Forstwirtschaft                                 | Gutsbesitzer in St. Stefan im Lavanttal                                     |
| Johann Zeno Goëss        | Vertreter der Land- und Forstwirtschaft                                 | Gutsbesitzer in Ebenthal bei Klagenfurt                                     |
| Franz Gratzer            | Vertreter der Land- und Forstwirtschaft                                 | Besitzerssohn in Tröpolach im Gailtal                                       |
| Hermann Gruber           | Vertreter der Land- und Forstwirtschaft                                 | Gutsbesitzer in Fasching                                                    |
| Michael Hillepold        | Vertreter der Land- und Forstwirtschaft                                 | Landwirt in Mitschig bei Hermagor                                           |
| Gregor Huber             | Vertreter der Land- und Forstwirtschaft                                 | Landwirt in Deutsch-Griffen                                                 |
| Karl Mikl                | Vertreter der Land- und Forstwirtschaft                                 | Gutsbesitzer in Mallestig                                                   |
| Hans Moser               | Vertreter der Land- und Forstwirtschaft                                 | Gutsbesitzer in Tschierweg bei Millstatt (bis 12. November 1937)            |
| Karl Irsa                | Vertreter der Land- und Forstwirtschaft                                 | Gutsbesitzer in Gmünd (ab 12. November 1937)                                |
| Friedrich Pregl          | Vertreter der Land- und Forstwirtschaft                                 | Verwalter in Friesach (bis 5. November 1935)                                |
| Josef Gastinger          | Vertreter der Land- und Forstwirtschaft                                 | Sekretär der Landarbeiterschaft in Klagenfurt (ab 7. Dezember 1935)         |
| Josef Ritscher           | Vertreter der Land- und Forstwirtschaft                                 | Landwirt in Lendorf bei Spittal an der Drau                                 |
| Adolf Traußnig           | Vertreter der Land- und Forstwirtschaft                                 | Landwirt in St. Stefan im Lavanttal                                         |
| Andreas Wintschnig       | Vertreter der Land- und Forstwirtschaft                                 | Landarbeiter in Ehrenbichl bei Klagenfurt                                   |
| Roman Zellnig            | Vertreter der Land- und Forstwirtschaft                                 | Forstarbeiter in St. Vinzenz im Lavanttal                                   |
| Josef Fräß-Ehrfeld       | Vertreter der Industrie und des Bergbaues                               | Industrieller in Steinfeld im Drautal                                       |
| Albert Kuhl              | Vertreter der Industrie und des Bergbaues                               | Elektriker in Wietersdorf                                                   |
| Robert Scholz            | Vertreter der Industrie und des Bergbaues                               | Straßenmeisteranwärter in St. Martin bei Klagenfurt                         |
| Wilhelm Schäringer       | Vertreter der Industrie und des Bergbaues                               | Markscheider beim Bergbau in St. Stefan im Lavanttal                        |
| Emerich Angerer          | Vertreter des Gewerbes                                                  | Tischlermeister in Villach                                                  |
| Lazarus Furian           | Vertreter des Gewerbes                                                  | Bäckermeister in Klagenfurt                                                 |
| Karl Krumpl              | Vertreter des Gewerbes                                                  | Schriftsetzer in Klagenfurt (bis 27. März 1935)                             |
| Hans Rebholz             | Vertreter des Gewerbes                                                  | Buchhalter in Klagenfurt (27. März 1935–8. Oktober 1935)                    |
| Karl Krumpl              | Vertreter des Gewerbes                                                  | Schriftsetzer in Klagenfurt (ab 8. Oktober 1935)                            |
| Anton Spatny             | Vertreter des Gewerbes                                                  | Sekretär der gewerblichen Genossenschaften in Villach                       |
| Hans Antonitsch          | Vertreter des Handels und des Verkehrs                                  | Buchhalter in Villach                                                       |
| Ludwig Sternat           | Vertreter des Handels und des Verkehrs                                  | Kaufmann in St. Veit an der Glan                                            |
| Oskar Trenkwitz          | Vertreter des Handels und des Verkehrs                                  | Direktor in Klagenfurt (bis 12. November 1937)                              |
| Valentin Reichmann       | Vertreter des Handels und des Verkehrs                                  | Kaufmann in St. Martin bei Klagenfurt (ab 12. November 1937)                |
| Wilhelm Doskar           | Vertreter des Geld-, Kredit- und Versicherungswesens                    | Direktor der Creditanstalt in Klagenfurt                                    |
| Vinzenz Schumy           | Vertreter des Geld-, Kredit- und Versicherungswesens                    | Anwalt des Landesverbandes der landwirtschaftlichen Genossenschaften        |
| Hans Brugger             | Vertreter der freien Berufe                                             | Rechtsanwalt in Klagenfurt                                                  |
| Anton Fraes-Ehrfeld      | Vertreter des öffentlichen Dienstes                                     | Amtsrevident in Klagenfurt                                                  |
| Raimund Stoll            | Vertreter des öffentlichen Dienstes                                     | Direktor des Landesabgabenamtes in Klagenfurt                               |